# Virginio Lunardi
Virginio Lunardi (Gallio, 23 marzo 1968) è un ex saltatore con gli sci italiano.

## Biografia
In Coppa del Mondo esordì il 30 dicembre 1985 a Oberstdorf (80°) e ottenne il primo podio il 16 febbraio 1990 in Val di Fiemme (3°). Insieme con Ivo Pertile e Roberto Cecon si classificò secondo nella prima gara a squadre, sperimentale, del circuito di Coppa del Mondo, il 3 marzo 1990 a Lahti.
Stabilì il record italiano di voli con gli sci a Kulm (AUT) nel marzo 1986 con 170 metri, migliorando il vecchio record di 153 metri che apparteneva a Massimo Rigoni.
In carriera prese parte a un'edizione dei Giochi olimpici invernali, Calgary 1988 (50° nel trampolino normale, 45° nel trampolino lungo), a tre dei Campionati mondiali (17° nel trampolino lungo a Lahti 1989 il miglior piazzamento) e a una dei Mondiali di volo, Vikersund 1990 (9°).

## Palmarès

### Mondiali juniores
- 2 medaglie:
  - 1 argento (gara a squadre a Lake Placid 1986)
  - 1 oro  (gara individuale a Lake Placid 1986)

### Coppa del Mondo
- Miglior piazzamento in classifica generale: 10º nel 1990
- 4 podi (tutti individuali):
  - 2 secondi posti
  - 2 terzi posti

### Campionati italiani
- 4 medaglie[1]:
  - 1 oro (nel 1990)
  - 1 argento (nel 1987)
  - 2 bronzi (nel 1988; nel 1995)